# Medalla Conmemorativa del 300.º Aniversario de la Fiscalía de Rusia
La Medalla Conmemorativa del 300.º Aniversario de la Fiscalía de Rusia (en ruso: Юбилейная медаль «300 лет прокуратуре России») es una medalla conmemorativa estatal de la Federación de Rusia establecida por Decreto del Presidente de la Federación Rusa n.º 229 del 20 de abril de 2021, para conmemorar el trescientos aniversario de la creación de la Fiscalía de Rusia.

## Estatuto de la medalla
Según el estatuto de concesión, la Medalla Conmemorativa del 300.º Aniversario de la Fiscalía de Rusia se otorga a
- Fiscales, funcionarios del estado federal y otros empleados de órganos y organizaciones de la fiscalía de la Federación Rusa que desempeñan concienzudamente sus deberes oficiales y, al 31 de diciembre de 2022, tienen experiencia de servicio (trabajo) en el sistema de la fiscalía de la Federación de Rusia durante al menos 15 años;
- Jubilados y veteranos de órganos y organizaciones (instituciones) de la Fiscalía de la Federación Rusa que hayan servido (trabajado) sin problemas en el sistema de la Fiscalía de la Federación Rusa y (o) en la Fiscalía de la URSS durante al menos 20 años;
- Ciudadanos rusos y extranjeros que hayan hecho una contribución significativa al desarrollo del sistema de la Fiscalía de Rusia, el fortalecimiento de la ley y el orden o que hayan ayudado a los órganos y organizaciones de la Fiscalía de Rusia en el desempeño de las tareas que les sean asignadas.

- Los fiscales, los funcionarios del estado federal y otros empleados de los órganos y organizaciones de la Fiscalía de la Federación Rusa por méritos especiales en el fortalecimiento de la ley y el orden pueden recibir la medalla sin tener en cuenta la duración del servicio (trabajo).

La medalla se lleva en el lado izquierdo del pecho y, en presencia de otras órdenes o medallas de la Federación de Rusia, se coloca justo después de la Medalla Conmemorativa del 300.º Aniversario de la Armada de Rusia.

## Descripción de la medalla
La Medalla Conmemorativa del 300.º Aniversario de la Fiscalía de Rusia es una medalla circular de latón dorado de 32 milímetros de diámetro con un borde convexo por ambos lados.
En el anverso de la medalla, sobre el fondo de la «Columna de la Ley», hay una imagen de perfil (izquierda) del busto del emperador Pedro I. En la parte superior del anverso, siguiendo la circunferencia de la medalla, hay una inscripción en letras en relieve: «300 AÑOS DE LA FISCALÍA DE RUSIA» (en ruso, «300 ЛЕТ ПРОКУРАТУРЕ РОССИИ»).  En el reverso, en la parte superior, hay una silueta de un signo heráldico: el emblema de la Fiscalía de la Federación de Rusia. En el fondo de la silueta se puede observar una inscripción en relieve con los números «1722» y «2022» separados por un punto decorativo en relieve.
La medalla está conectada con un ojal y un anillo a un bloque pentagonal cubierto con una cinta de muaré de seda de color azul con dos franjas verdes longitudinales en los bordes y dos franjas longitudinales amarillas al lado, el ancho total de la cinta es de 24 mm, mientras que el ancho de cada una de las franjas verdes es de 3 mm, y el de las amarillas de 2 mm.